# Cerachipteria digita
Cerachipteria digita är en kvalsterart som beskrevs av Grandjean 1935. Cerachipteria digita ingår i släktet Cerachipteria och familjen Achipteriidae.

## Underarter
Arten delas in i följande underarter:
- C. d. digita
- C. d. jugata
- C. d. pyrenaica